# كيسة الثدي
كيس الثدي هو كيس مملوء بسائل داخل الثدي. الثدي الواحد يمكن أن يحتوي على كيس واحد أو أكثر من أكياس الثدي، كثيراً ما توصف على أنها كتل مستديرة أو بيضاوية ذات حواف واضحة في الملمس. كيس الثدي عادة ما يشبه ملمس حبة العنب اللينة أو بالون مملوء بالماء، ولكن في بعض الأحيان يكون كيس الثدي قاس.
يمكن لأكياس الثدي أن تكون مؤلمة ومثيرة للقلق ولكن عادة ما تكون حميدة. فهي أكثر شيوعاً في النساء قبل انقطاع الطمث في الثلاثينات أو الأربعينات من أعمارهن. وعادة ما تختفي بعد انقطاع الطمث، ولكن قد تستمر أو تعاود الظهور عند استخدام العلاج الهرموني. وهي أيضا شائعة لدى المراهقين. يمكن لأكياس الثدي أن تكون جزءاً من الداء الكيسي الليفي(مرض الثدي الكيسي الليفي). الألم والتورم عادة أسوأ في النصف الثاني من الدورة الشهرية أو أثناء الحمل.
علاج أكياس الثدي عادة ليس ضرورياً إلا إذا كانت مؤلمة أو تسبب عدم الراحة. في معظم الحالات، عدم الراحة التي تسببها يمكن تخفيفها عن طريق تصفية السوائل من الكيس. تتشكل هذه الأكياس نتيجة لنمو غدد الحليب (غدد ثديية) وحجمها قد تتراوح بين أصغر من حبة البازلاء إلى أكبر من كرة بينج بونج. الأكياس الصغيرة لا يمكن حسها خلال الفحص البدني، وبعض الأكياس الكبيرة تكون كالكتل. ومع ذلك، فإن معظم الأكياس، بغض النظر عن حجمها لا يمكن تحديدها أثناء الفحوصات البدنية. لا ينبغي الخلط بين أكياس الثدي وبين "القيلة اللبنية"(قيلة لبنية)، والتي عادة ما تظهر أثناء الفطام.

## علامات وأعراض
علامات وأعراض أكياس الثدي ما يلي:
- كتلة الثدي تكون ناعمة، سهلة الحركة، دائرية أو بيضاوية مع حواف مميزة.
- ألم الثدي أو مضض في مكان الكتلة.
- ازيادة حجم الكتلة ومضض قبل الدورة الشهرية.
- انخفاض حجم الكتلة ووجود علامات وأعراض أخرى بعد الدورة الشهرية.
- وجود واحد أو العديد من أكياس الثدي البسيطة لا يزيد من خطر الإصابة بسرطان الثدي.[4]

في كثير من الأحيان، لا يتم العثور على كتل في الثدي خلال الفحص الذاتي أو الفحوصات البدنية. ومع ذلك، في بعض الحالات، يتم العثور على الكتل باللمس، وخاصة إذا كانت أكبر.
الثدي عادة ما يكون أكتل أوعقدي نتيجة للتغيرات الهرمونية التي تمر بها النساء أثناء الدورة الشهرية. ومع ذلك، كتل الثدي الجديدة ينبغي دائما أن يشار إلى أخصائي.
السائل المتسرب من الكيس، قد يحدث بسبب ثقب أو ضغط قوي خلال التصوير الشعاعي للثدي، أو بسبب اصابة حزام الأمان أثناء حادث سيارة، قد يؤدي إلى التهاب عقيم في أنسجة الثدي المحيطة بها.

## التشخيص

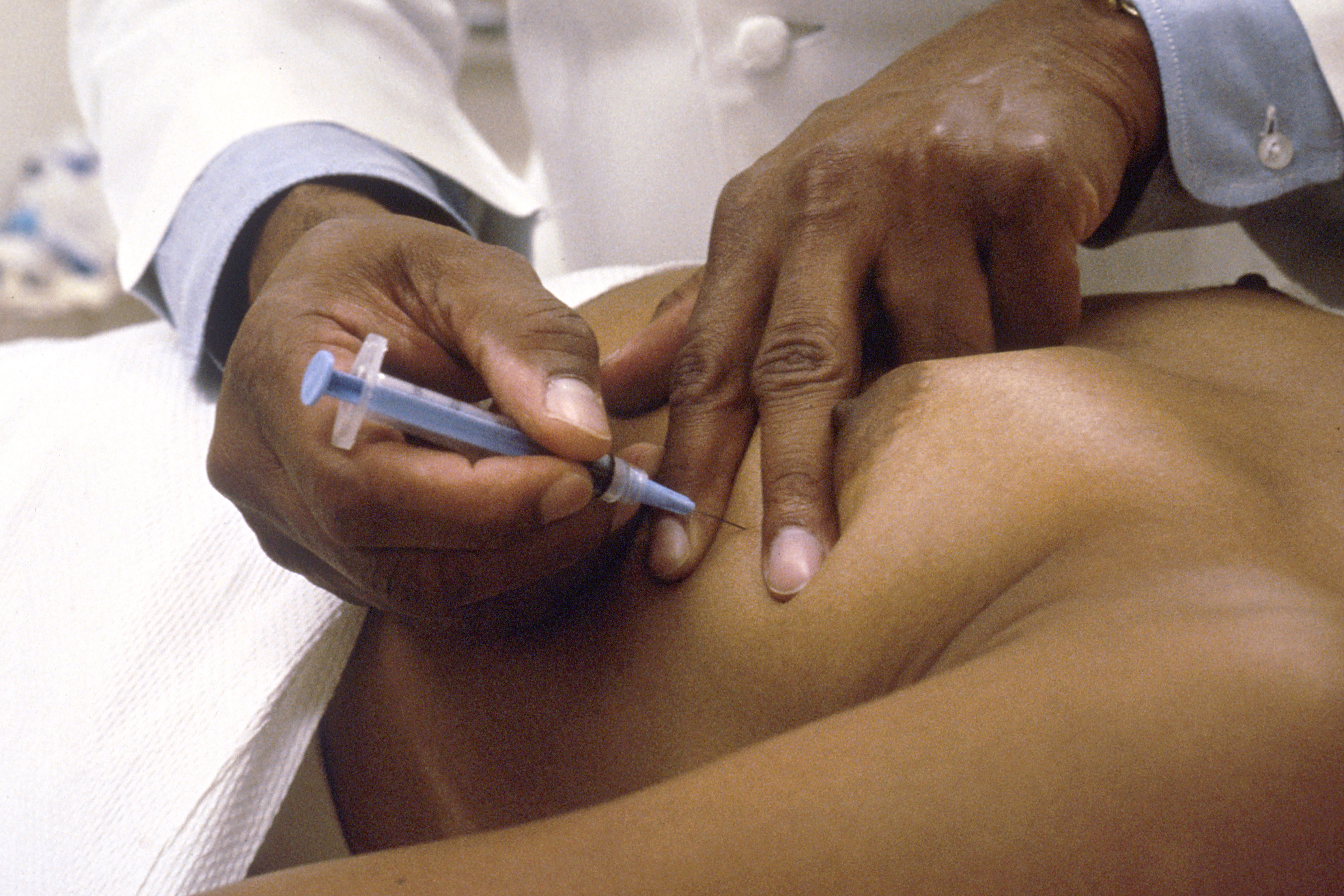
خزعة الإبرة التي يتم تنفيذها لتحديد طبيعة الكتلة إما كيس مملوء بسائل أو ورم صلب.

يمكن التأكد من وجود ورم ثديي في طبيعة الكيس عن طريق الفحص بالموجات فوق الصوتية، الشفط  (إزالة محتويات الكيس بواسطة الإبرة)، أو صورة الثدي الشعاعية(تصوير الثدي الشعاعي). الموجات فوق الصوتية يمكن أن تظهر أيضا إذا كان الكيس يحتوي على عقيدات صلبة، علامة على أن الآفة قد تكون محتملة التسرطن أو سرطانية. فحص السائل المرتشف من الكيس من قبل اختصاصي الباثولوجيا الخلوية (علم الأمراض الخلوي)قد يساعد أيضا في التشخيص. على وجه الخصوص، فإنه ينبغي أن ترسل العينة إلى المختبر لمعرفة إذا كانت ملطخة بالدماء.
عادة، يتم الكشف عن الأكياس الثديية بمساعدة صورة الثدي الأشعاعية. ومع ذلك، فإن التاريخ الطبي والفحص البدني أيضا يلعبا دوراً هاما في التشخيص الدقيق. خلال هذه الاختبارات، الطبيب سوف يحاول معرفة أكبر قدر من المعلومات الممكنة بناءً على أعراض شهدها المريض، كثافتها ومدتها و إجراء الفحص البدني بانتظام للتأكد من أية تشوهات أخرى قد تكون موجودة داخل الثدي.
كما ذكر أعلاه، الأكياس غالباً ما تكون غير قابلة للكشف في اتصال. لذلك، يمكن لصورة الثدي الإشعاعية توفير صور ذات قيمة واضحة من نسيج الثدي. عموماً، إذا كان هناك أي خلل داخل أنسجة الثدي، سوف يعرض على صورة الثدي الإشعاعية. هناك نوعان من تصوير الثدي الأشعاعي المتاح. واحد منهم يستخدم في المقام الأول في التحري، ويتم طلبها للمرضى الذين لا يظهرون أي أعراض وهذه تسمى تصوير الثدي الإشعاعي. يتم استخدام تصوير الثدي الإشعاعي التشخيصي للمرضى الذين طوروا بعض أعراض حالة الثدي أو في المرضى الذين يعانون من تشوهات ظهرت خلال الفحص الاشعاعي للثدي.
وعادة ما يتم إعطاء صورة الثدي الإشعاعية التشخيصية للمرضى المشتبهين بأكياس الثدي، على الرغم من أنها لا تشتبه من السرطان. هذا النوع من صور الثدي الإشعاعية تسمح للطبيب بإمكانية إجراء صورة الثدي بالموجات فوق الصوتية في نفس الوقت، وهذا هو سبب تفضيلها في كثير من الأحيان عن صور الثدي الإشعاعي. تعتبر صور الثدي بالموجات فوق الصوتية الخيار الأفضل عند تشخيص أكياس الثدي لأنه 95-100٪ صحيحة، يقدم صورة واضحة عن ظهور الكيس و(بسيطة أو معقدة)، وأنه قد يميز أيضا بين الكتل الصلبة والأكياس المملوءة بسائل، والتي لا توفرها صورة الثدي الإشعاعية. تتم صورة الثدي بالموجات فوق الصوتية بمساعدة جهاز طبي محمول باليد الذي يتم وضعه على الجلد، بعد أن تم وضع نوع خاص من السوائل على ذلك. تلتقط الأجهزة صدى من الموجات الصوتية المرسلة للثدي. وتنتقل هذه الأصداء إلى جهاز الكمبيوتر الذي يترجم إلى صورة.
قد تبقى أكياس الثدي مستقرة لسنوات عديدة أو قد تنحل من تلقاء نفسها. معظم الأكياس البسيطة تكون حميدة ولا تتطلب أي علاج أو مزيد من متابعة التشخيص. قد تتطلب بعض الأكياس المعقدة مزيد من التدابير التشخيصية مثل إبرة الشفط أو خزعة لاستبعاد سرطان الثدي إلا أن الأغلبية الساحقة ذات طبيعة حميدة. الشفط يشخص ويزيل الأكياس في نفس الوقت. هذا هو، عادة ما تنحل الأكياس من تلقاء نفسها بعد شفط السائل. خلاف ذلك، إذا كان الورم ليس كيسا، السائل المشفوط قد يحتوي على دم أو قد لا يكون هناك سوائل على الإطلاق. في حين أنه في الحالة الأولى، يتم إرسال السائل إلى المختبر لمزيد من الدراسة، والظرف الأخير هو إشارة إلى أن تورم الثدي يكون صلب. هذا النوع من الأورام يحتاج إلى أخذ العينة من أجل تحديد ما إذا كانت خبيثة أو حميدة.

## العلاج
أكياس الثدي لا تتطلب العلاج إلا إذا كان الكيس كبير ومؤلم أوغير مريح على خلاف ذلك. في هذه الحالة، استنزاف السوائل من كيس الثدي يمكن أن يخفف من الأعراض.
العلاج النموذجي يشمل خزعة بالإبرة. الأكياس التي تم سحب السائل منها غالبا ما تعود للظهور ثانية؛ العلاج النهائي قد تتطلب جراحة.
استنزاف السائل ومن ثم انتظار الكيس لحلها هو العلاج الرئيسي الذي يطبق في هذه الحالات. وعلاوة على ذلك، الأكياس مسحوبة والسوائل تبدو طبيعية لا تحتاج إلى أي عناية طبية أخرى بصرف النظر عن المتابعة للتأكد من أنها اختفت تماما. ومع ذلك، العلاج الهرموني من قبل وسائل منع الحمل عن طريق الفم يوصف أحيانا للحد من تكرارها وتنظيم الدورة الشهرية للمريضة (والذي من المحتمل أن تسبب لهن في المقام الأول). دانازول (دانازول) يمكن أيضا وصفه لعلاج هذه الحالة، وعادة ما يؤخذ في عين الاعتبار للمرضى الذين يعانون فشل العلاج غير الطبي والأعراض مكثفة.
الاستئصال الجراحي لأكياس الثدي ضروري فقط في عدد قليل من الظروف غير العادية. إذا كان كيس الثدي غير مريح يتكرر شهرا بعد شهر، أو إذا كان كيس الثدي يحتوي سائل مخضب بالدم ويظهر بعض علامات مثيرة للقلق، لابد من العملية الجراحية.

## الوقاية
تطور الأكياس الثديية يمكن منعها إلى حد ما، وفقا لغالبية المتخصصين. التدابير الموصى بها هي وحدها قادرة على اتخاذها من أجل تجنب تشكل الأكياس و تشمل ممارسات صحية جيدة، وتجنب بعض الأدوية، وتناول نظام غذائي متوازن، تناول الفيتامينات والمكملات الغذائية الضرورية(مكمل غذائي)، وممارسة الرياضة، وتجنب الإجهاد.
على الرغم من أن استهلاك الكافيين ليس لديه ارتباط مؤكد علميا مع عملية نمو الكيس، تدعي العديد من النساء أن أعراض نمو الكيس تكون ساكنة إذا تم تجنب الكافيين. يوصي بعض الأطباء بتقليل كمية الكافيين في النظام الغذائي للفرد سواء من حيث المشروبات والأطعمة (مثل الشوكولا شوكولاتة). أيضا الحد من تناول الملح قد يساعد في التخفيف من أعراض أكياس الثدي، مرة أخرى، لا يوجد ارتباط علمي بين هذين. استهلاك السكر المفرط فضلاً عن الحساسية الغذائية التي لم يتم كشفها، مثل الغلوتين أو اللاكتوز، قد تسهم أيضا في تنمية الكيس.

## علم الأوبئة
تشير التقديرات إلى أن 7٪ من النساء في العالم الغربي تطورت الأكياس الثديية فيهن بشكل واضح.
هناك أدلة أولية تشير إلى أن النساء اللاتي يعانين من الأكياس الثديية قد يقعن في خطر متزايد للإصابة بسرطان الثدي، وخصوصاً في الأعمار الأصغر سناً.
في الذكور، حدوث أكياس الثدي نادر جدا وربما (لكن لا حاجة)أن تكون هذه الأكياس مؤشراً لأورام خبيثة.

## الأكياس الثديية و دعم حمالة صدر
بعض النساء يعانين من ألم الثدي، وخصوصا عند القيام بنشاط بدني قوي. حمالة الصدر الرياضية (حمالة صدر رياضية) الملائمة الصحيحة التي تضغط أو تقوم بتغليف أنسجة الثدي، يهدف تصميمها للحد من الألم الناجم عن ممارسة الرياضة.